# Emmy Internacional 1976
A 4.ª cerimônia de entrega dos International Emmys (ou Emmy Internacional 1976) aconteceu em 22 de novembro de 1976, no Plaza Hotel em Nova York, Estados Unidos.

## Cerimônia
A 4.ª cerimônia dos Emmys internacionais aconteceu na noite de 22 de novembro de 1976, na cidade de Nova Iorque. Ela foi organizada pelo Conselho Internacional da Academia Nacional de Artes e Ciências Televisivas (hoje Academia Internacional das Artes e Ciências Televisivas). A rede de TV britânica Thames Television foi premiada na categoria ficção por The Naked Civil Servant, um filme biográfico baseado no livro de mesmo nome de Quentin Crisp, de 1968, protagonizado por John Hurt e dirigido por Jack Gold, o prêmio foi entregue pelo ator Telly Savalas. O prêmio de não-ficção foi para a Nippon TV do Japão pelo documentário Reach for Tomorrow.
Robert T. Howard presidente da rede NBC e do Conselho Internacional da Academia Nacional de Artes e Ciências Televisivas, apresentou o Directorate Award para Talbot S. Duckmanton, secretário-geral da
União Ásio-Pacífico de Rádiodifusão. Howard Thomas e o jornalista brasileiro Roberto Marinho, fundador da Rede Globo, foram também homenageados durante a cerimônia.

## Vencedores
| Melhor Programa de Ficção                                      | Melhor Programa de Não-Ficção         |
| -------------------------------------------------------------- | ------------------------------------- |
| - The Naked Civil Servant - ( Reino Unido) (Thames Television) | - Reach for Tomorrow - () (Nippon TV) |
| Directorate Award                                              |                                       |
| - Talbot S. Duckmanton - () (Presidente da ABU)                |                                       |